# 11-11-11
11-11-11 é um filme de 2011 escrito e dirigido por Darren Lynn Bousman. O filme é um Terror-Suspense marcado no 11:11 do dia 11 do mês 11 e a respeito de uma entidade de outro mundo que entra no reino terrestre através do 11º Portão do Céu. O filme foi lançado em 11 de novembro de 2011.

## Sinopse
Depois da trágica morte de sua esposa e filho, o famoso autor norte-americano Joseph Crone viaja do Estados Unidos para Barcelona, Espanha para reunir com seu irmão separado Samuel e seu pai que está morrendo, Richard. Entretanto, o destino tem um plano diferente para Joseph quando sua vida começa a se atormentar com acontecimentos estranho, e aparições constantes do número onze. A curiosidade transforma-se rapidamente em obsessão, e Joseph logo percebe que esse número tem um significado terrível não apenas para si mesmo, mas, possivelmente, a tudo de religião. Isolado em um país estrangeiro somente com o apoio de sua companheira, Sadie, Joseph logo percebe que 11/11/11 é mais do que apenas uma data, é um aviso.

## Elenco
- Timothy Gibbs como Joseph Crone
- Michael Landes como Samuel
- Denis Rafter como Richard Crone
- Wendy Glenn como Biu do Fusca
- Lluís Soler como Vavier
- Ángela Rosal como Anna
- Brendan Price como Grant
- Lolo Herrero como Oculto Owner
- Montserrat Alcoverro como Celia
- Benjamin Cook como David
- Salomé Jiménez como Sarah
- Emilie Autumn como Mulher no vídeo

## Recepção
O Metacritic, que usa uma média ponderada, atribuiu ao filme uma pontuação de 26 em 100, baseado em 5 críticos, indicando críticas "geralmente desfavoráveis".